# Pedro Pires
Pedro Verona Rodrigues Pires GColIH (ˈpedɾu vɨˈɾonɐ ʁuˈdɾiɡɨʃ ˈpiɾɨʃ (São Filipe, Fogo, 29 de abril de 1934) és un polític capverdià, president de Cap Verd de març de 2001 a setembre de 2011. Abans de ser president havia estat primer ministre de 1975 a 1991.

## Biografia
Pedro Pires va estudiar a la Universitat de Lisboa i hi va trobar els futurs líders dels moviments d'alliberament que van lluitar per la independència de les colònies portugueses. Amb l'inici de la lluita armada a Angola el 1961, va partir de Portugal cap a Guinea Bissau. Allí, fins a la Revolució dels Clavells, va lluitar per la independència. Va ser el responsable per gran nombre d'afusellaments a conseqüència de l'assassinat de Cabral i més tard seria acusat de l'autoria moral d'aquest assassinat. Després del 25 d'abril, va ser el representant de Cap Verd en les negociacions amb Portugal, desplaçant-se a Lisboa el 10 d'agost de 1974, on va ser humiliat pel llavors President portuguès Spínola, que no el complimentà, pel considerar moralment responsable per la mort dels tres oficials. Malgrat les negociacions, en les quals havia promès retornar els combatents opositors al PAIGC a les files de l'exèrcit portuguès, la major part dels Comandos Africanos van ser afusellats.
Després de la Declaració d'Independència de Cap Verd en 5 de juliol de 1975, va ser designat primer ministre del Primer Govern de la República de Cap Verd, al costat del president Aristides Pereira que havia fundat el Partit Africà per la Independència de Guinea i Cap Verd amb Amílcar Cabral. Pedro Pires es va mantenir en el càrrec de primer-ministre fins a 1991, quan es va introduir al país el sistema multipartidista i el Moviment per la Democràcia, de Carlos Veiga, va aconseguir la majoria dels vots a les eleccions legislatives de Cap Verd de 1991.
En agost de 1990 Pires substituí el president Aristides Pereira com a secretari general del PAICV, i en agost del 1993 en fou substituït per Aristides Lima per ocupar el càrrec de president del PAICV. En el congrés del PAICV de setembre de 1997 es va enfrontar a José Maria Neves i va assolir el 68% dels vots. Va abandonar la presidència del PAICV en 2000 per presentar la seva candidatura a les eleccions presidencials de l'any següent i fou succeït per Neves. HVa anunciar oficialment la seva candidatura a la presidència de Cap Verd el 5 de setembre de 2000.
Pires fou el candidat del PAICV a les eleccions presidencials de febrer de 2001, derrotant l'antic primer ministre Carlos Veiga del Moviment per la Democràcia (MpD) en la segona volta per només 12 vots. Pires va prendre possessió el 22 de març; el MpD va boicotejar la inauguració, afirmant que les eleccions s'havien enterbolit per un "procés no transparent". Com a President, Pires nomenà Neves com a primer ministre. Es va postular per a un segon mandat a les eleccions presidencials celebrades el 12 de febrer de 2006 i novament derrotà Veiga, aquest cop guanyant en la primera volta per un marge de 51% -49%. Va rebre la Gran Creu de l'Orde de l'Infant Dom Henrique de Portugal el 22 d'abril de 2002.
Al maig de 2008 va dir que estava a favor d'un enfocament prudent a llarg termini per a la formació d'un Estats Units d'Àfrica, preferint que la integració regional precedís a una unió de tot el continent. Va assistir a la Conferència Internacional de Tòquio sobre el Desenvolupament d'Àfrica (TICAD-IV).
En 2011 va rebre el Premi Mo Ibrahim per l'Assoliment en Lideratge Africà. El premi va ser atorgat en reconeixement del paper de Pires en l'elaboració a Cap Verd d'un "model de la democràcia, l'estabilitat i augment de la prosperitat". El premi inclou un component monetari de 5 milions de dòlars estatunidencs.